# Frederik Nicolai Jensen

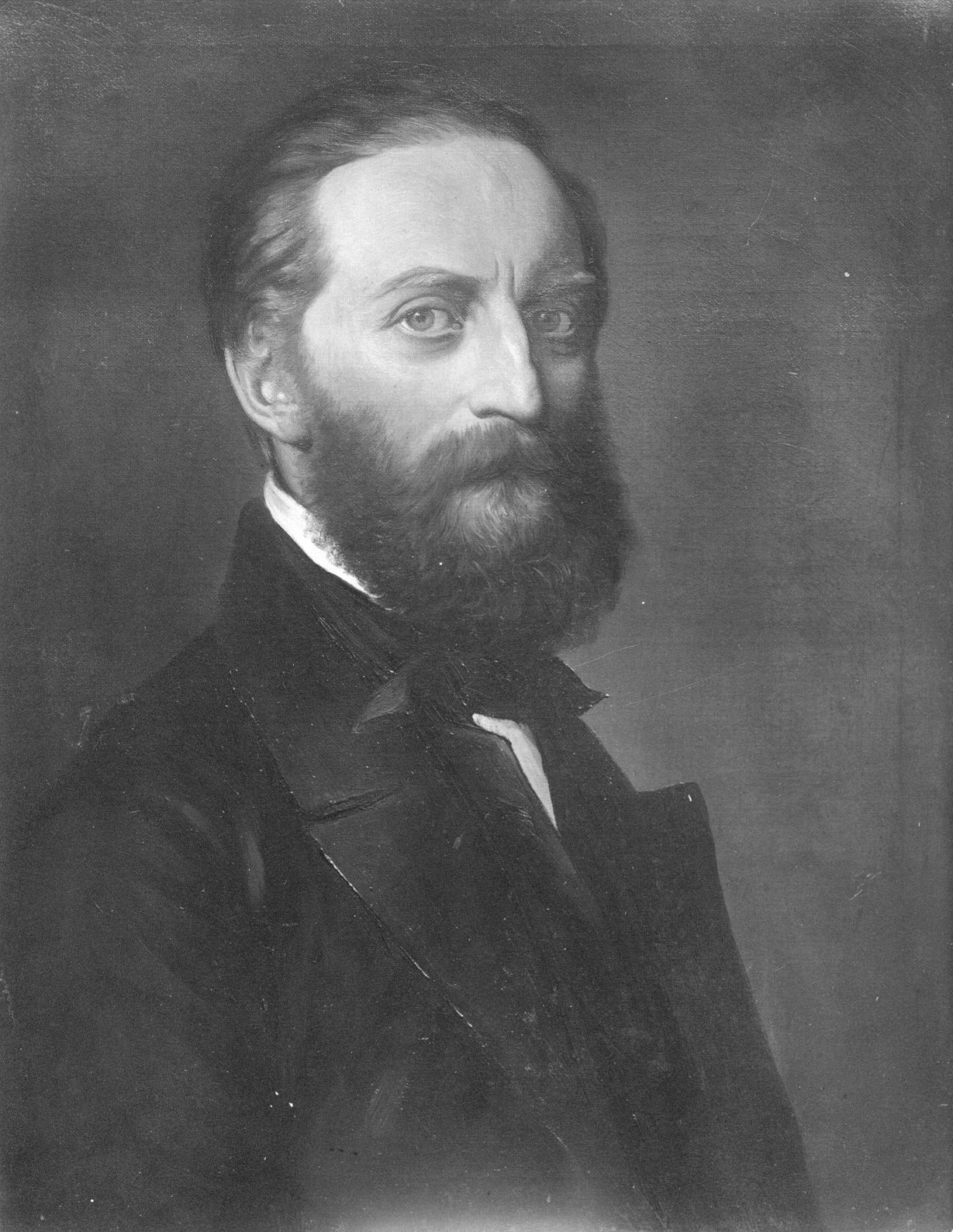
Frederik Nicolai Jensen, Selbstporträt

Frederik Nicolai Jensen, auch Frits Jensen oder Fritz Jensen (* 21. Juni 1818 in Bergen, Hordaland, Norwegen; † 28. November 1870 in Steigen, Nordland, Norwegen), war ein norwegischer Landschafts-, Historien- und Porträtmaler der Düsseldorfer Schule, Theaterlehrer, evangelisch-lutherischer Pfarrer und Politiker.

## Leben

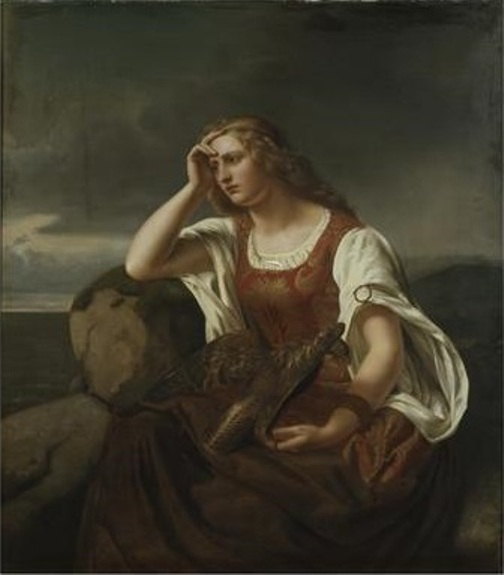
Ingeborg ved havet, 1845, Kunstmuseum Bergen

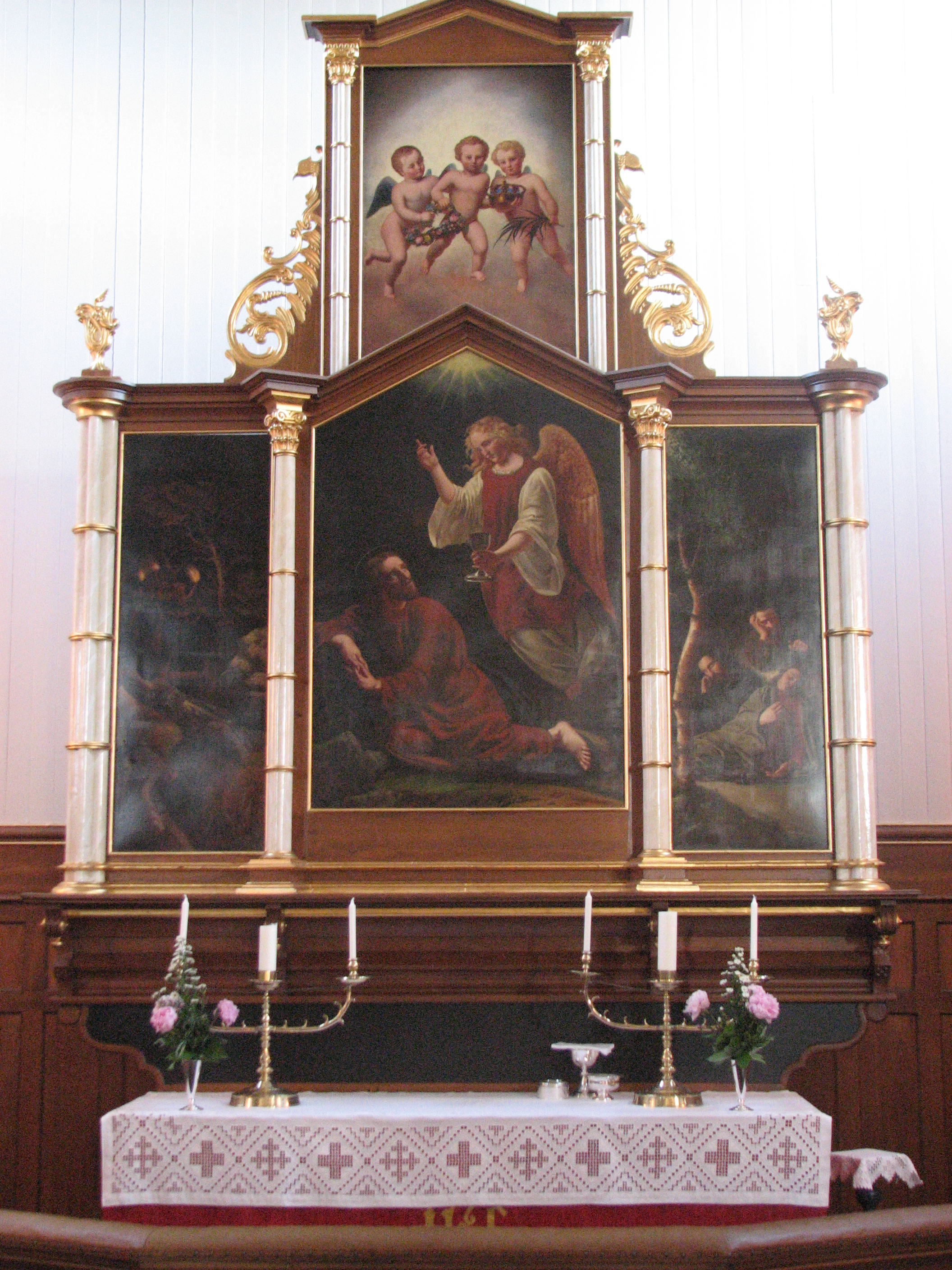
Altartriptychon Jesus im Garten Getsemani, 1869/1870, Vågan-Kirche

Jensen, Sohn des aus Husum gebürtigen Jens Johann Jensen (1774–1824) und dessen Frau Johanne Marie, geborene Prom (1793–1878), besuchte wie sein Bruder, der spätere Politiker Christian Jensen (1823–1884), die Domschule seiner Vaterstadt Bergen. Im Jahr 1840 schloss er ein Theologiestudium ab. 1841 schrieb er sich zu einem Malereistudium an der Kunstakademie Düsseldorf ein, nachdem er bereits in Bergen bei Hans Leganger Reusch (1800–1854) Unterricht in der Landschaftsmalerei genommen hatte. In Düsseldorf war der Historienmaler Karl Ferdinand Sohn sein wichtigster Lehrer. Auch Rudolf Wiegmann unterrichtete ihn. 1844, zum Ende des Studiums an der Düsseldorfer Akademie, schloss sich Jensen mit Gustav Jacob Canton, Henry Ritter, Rudolf Jordan, Hans Fredrik Gude, Rudolf von Normann und Wilhelm Camphausen zur demokratisch und akademiekritisch gesinnten Gruppe Crignic zusammen. Deren Name wurde aus den Anfangsbuchstaben ihrer Mitglieder gebildet. Die Gruppe stellte einen Vorläufer des 1848 gegründeten Künstlervereins Malkasten dar. Bis 1845 blieb er in Düsseldorf. In jenem Jahr entstand eines seiner Hauptwerke, das Bildnis Ingeborg ved havet (Ingeborg am Meer).
Nach Aufenthalten in München, wo er seine Frau Ursula Franziska Reuter, geborene Schwaighart (1821–1910), kennenlernte, und nach einer Reise nach Italien kehrte Jensen nach Bergen zurück und versuchte als Porträtmaler zu leben. Außerdem interessierte er sich für das Theater. So half er dem Musiker Ole Bull 1849/1850 bei der Gründung des Norske Theater, indem er Laienschauspieler instruierte. Aus dem Norske Theater ging später Den Nationale Scene hervor, das älteste Theater Norwegens.
Im Jahr 1854 nahm er eine Stelle als Pfarrer von Bø (Nordland) an, 1863 wechselte in das Pfarrhaus von Steigen. Dass er auch in dieser Zeit noch malte, zeigt das Altarbild, das er in den Jahren 1869/1870 als Triptychon für die Vågan kirke in Kabelvåg auf den Lofoten schuf. Es zeigt Jesus in Getsemani, den ein Engel stärkt (Lk 22,43 ), umgeben von den schlafenden Jüngern.
In den Jahren 1862 bis 1864 wirkte Jensen auch als Politiker. So vertrat er in dieser Zeit die Wähler des Amts Nordland als Abgeordneter im Storting. Als philosophischer Schriftsteller wurde er erst 1874 durch die von Marcus Jacob Monrad posthum veröffentlichte Schrift Treenighed paavist som Livets Lov („Dreieinigkeit als Lebensgesetz“) bekannt.